# 科奇比哈爾縣
科奇比哈爾縣是印度的一個縣，位於該國東北部，由西孟加拉邦負責管轄，面積3,387平方公里，每年平均降雨量3,201毫米，2011年人口2,822,780，人口密度每平方公里833人。

## 词源学
behar源自梵文： विहार vihara。
26°19′27″N 89°27′04″E / 26.32419°N 89.45103°E